# Supercopa Sudamericana 1997
De Supercopa Sudamericana 1997 was de tiende en laatste editie van deze voetbalcompetitie, die enkel open stond voor winnaars van de Copa Libertadores. Zeventien van de achttien voormalige winnaars namen deel aan dit toernooi. Titelverdediger CA Vélez Sarsfield werd in de groepsfase uitgeschakeld. Het toernooi werd gewonnen door het Argentijnse CA River Plate, dat zich dankzij deze zege plaatste voor de Recopa Sudamericana 1998.

## Deelnemers
De winnaar van de Copa Libertadores van 1997 kon niet meedoen, omdat dit toernooi nog niet afgelopen was, toen de Supercopa Sudamericana van start ging. Wel was het Campeonato Sudamericano de Campeones sinds vorig jaar erkend door de Zuid-Amerikaanse voetbalbond en dat gaf de winnaar van toen, CR Vasco da Gama, het recht om aan de Supercopa Sudamericana mee te doen. Het aantal deelnemers bleef echter gelijk, omdat AA Argentinos Juniors niet mee deed.
| Deelnemer                    | Titels Copa Libertadores                       |
| ---------------------------- | ---------------------------------------------- |
| CA Independiente             | 7 (1964, 1965, 1972, 1973, 1974, 1975 en 1984) |
| CA Peñarol                   | 5 (1960, 1961, 1966, 1982 en 1987)             |
| Club Estudiantes de La Plata | 3 (1968, 1969 en 1970)                         |
| Club Nacional                | 3 (1971, 1980 en 1988)                         |
| Santos FC                    | 2 (1962 en 1963)                               |
| CA Boca Juniors              | 2 (1977 en 1978)                               |
| Club Olimpia                 | 2 (1979 en 1990)                               |
| Grêmio FBPA                  | 2 (1983 en 1995)                               |
| CA River Plate               | 2 (1986 en 1996)                               |
| São Paulo FC                 | 2 (1992 en 1993)                               |
| CR Vasco da Gama             | 1 (1948)                                       |
| Racing Club                  | 1 (1967)                                       |
| Cruzeiro EC                  | 1 (1976)                                       |
| CR Flamengo                  | 1 (1981)                                       |
| AA Argentinos Juniors        | 1 (1985)                                       |
| Club Atlético Nacional       | 1 (1989)                                       |
| CSD Colo-Colo                | 1 (1991)                                       |
| CA Vélez Sarsfield           | 1 (1994)                                       |

## Toernooi-opzet
Het toernooi onderging een drastische wijziging dit jaar: het knock-outsysteem werd voor het grootste deel vervangen door een groepsfase. Omdat er zeventien deelnemers waren, konden niet alle deelnemers eerlijk verdeeld worden over de groepen. Daarom werd er een voorronde georganiseerd met drie teams, waaruit een ploeg af zou vallen. Vervolgens werden de overgebleven zestien teams verdeeld over vier groepen van vier en de winnaars van die groepen zouden zich plaatsen voor de halve finales.
In de voorronde speelde elk team twee keer (thuis en uit) tegen beide tegenstanders. De twee teams met de meeste punten plaatsten zich voor de groepsfase, waarin eveneens elk team twee keer (thuis en uit) speelde tegen de tegenstanders. Het team met de meeste punten plaatste zich vervolgens voor de halve finales. De knock-outwedstrijden (ook de finale) bestonden uit een thuis- en een uitduel. Het team dat de meeste doelpunten maakte plaatste zich voor de volgende ronde.
Als de Supercopa Sudamericana in 1998 nog had bestaan, dan hadden de drie slechtste teams uit de groepsfase daar niet aan mee mogen doen.

### Voorronde
De voorronde werd gespeeld tussen 15 juni en 13 juli. Nieuwkomer CR Vasco da Gama speelde met beide Uruguayaanse deelnemers om twee plekken in de groepsfase.
| Datum   | Team          | Score | Team          |
| ------- | ------------- | ----- | ------------- |
| 15 jun. | Peñarol       | 2 - 2 | Nacional      |
| 19 jun. | Vasco da Gama | 3 - 1 | Peñarol       |
| 24 jun. | Vasco da Gama | 1 - 0 | Nacional      |
| 6 jul.  | Nacional      | 1 - 2 | Peñarol       |
| 10 jul. | Peñarol       | 1 - 1 | Vasco da Gama |
| 13 jul. | Nacional      | 2 - 0 | Vasco da Gama |

| Nr. | Club             | Wedstrijden | Wedstrijden | Wedstrijden | Wedstrijden | Doelpunten | Doelpunten | Doelpunten | Punten |
| --- | ---------------- | ----------- | ----------- | ----------- | ----------- | ---------- | ---------- | ---------- | ------ |
| Nr. | Club             | G           | W           | G           | V           | V          | T          | Saldo      | Punten |
| 1   | CR Vasco da Gama | 4           | 2           | 1           | 1           | 5          | 4          | +1         | 7      |
| 2   | CA Peñarol       | 4           | 1           | 2           | 1           | 6          | 7          | -1         | 5      |
| 3   | Club Nacional    | 4           | 1           | 1           | 2           | 5          | 5          | 0          | 4      |

### Groepsfase
De groepsfase vond plaats tussen 26 augustus en 30 oktober. De groepswinnaars plaatsten zich voor de halve finales.

#### Groep 1
| Datum   | Team          | Score | Team          |
| ------- | ------------- | ----- | ------------- |
| 27 aug. | Colo-Colo     | 4 - 2 | Cruzeiro      |
| 27 aug. | Boca Juniors  | 1 - 1 | Independiente |
| 2 sep.  | Colo-Colo     | 2 - 0 | Independiente |
| 3 sep.  | Boca Juniors  | 1 - 0 | Cruzeiro      |
| 24 sep. | Colo-Colo     | 2 - 1 | Boca Juniors  |
| 25 sep. | Cruzeiro      | 2 - 1 | Independiente |
| 15 okt. | Cruzeiro      | 2 - 0 | Colo-Colo     |
| 16 okt. | Independiente | 2 - 1 | Boca Juniors  |
| 23 okt. | Independiente | 2 - 2 | Colo-Colo     |
| 23 okt. | Cruzeiro      | 2 - 1 | Boca Juniors  |
| 29 okt. | Boca Juniors  | 2 - 2 | Colo-Colo     |
| 29 okt. | Independiente | 3 - 1 | Cruzeiro      |

| Nr. | Club             | Wedstrijden | Wedstrijden | Wedstrijden | Wedstrijden | Doelpunten | Doelpunten | Doelpunten | Punten |
| --- | ---------------- | ----------- | ----------- | ----------- | ----------- | ---------- | ---------- | ---------- | ------ |
| Nr. | Club             | G           | W           | G           | V           | V          | T          | Saldo      | Punten |
| 1   | CSD Colo-Colo    | 6           | 3           | 2           | 1           | 12         | 9          | +3         | 11     |
| 2   | Cruzeiro EC      | 6           | 3           | 0           | 3           | 9          | 10         | -1         | 9      |
| 3   | CA Independiente | 6           | 2           | 2           | 2           | 9          | 9          | 0          | 8      |
| 4   | CA Boca Juniors  | 6           | 1           | 2           | 3           | 7          | 9          | -2         | 5      |

#### Groep 2
| Datum   | Team            | Score | Team            |
| ------- | --------------- | ----- | --------------- |
| 26 aug. | Flamengo        | 3 - 2 | São Paulo       |
| 27 aug. | Olimpia         | 1 - 0 | Vélez Sarsfield |
| 2 sep.  | Olimpia         | 0 - 1 | Flamengo        |
| 3 sep.  | São Paulo       | 5 - 1 | Vélez Sarsfield |
| 23 sep. | Olimpia         | 0 - 0 | São Paulo       |
| 23 sep. | Flamengo        | 0 - 1 | Vélez Sarsfield |
| 14 okt. | São Paulo       | 1 - 0 | Flamengo        |
| 14 okt. | Vélez Sarsfield | 1 - 1 | Olimpia         |
| 21 okt. | Flamengo        | 3 - 3 | Olimpia         |
| 23 okt. | Vélez Sarsfield | 3 - 3 | São Paulo       |
| 28 okt. | Vélez Sarsfield | 0 - 3 | Flamengo        |
| 29 okt. | São Paulo       | 4 - 1 | Olimpia         |

| Nr. | Club               | Wedstrijden | Wedstrijden | Wedstrijden | Wedstrijden | Doelpunten | Doelpunten | Doelpunten | Punten |
| --- | ------------------ | ----------- | ----------- | ----------- | ----------- | ---------- | ---------- | ---------- | ------ |
| Nr. | Club               | G           | W           | G           | V           | V          | T          | Saldo      | Punten |
| 1   | São Paulo FC       | 6           | 3           | 2           | 1           | 15         | 8          | +7         | 11     |
| 2   | CR Flamengo        | 6           | 3           | 1           | 2           | 10         | 7          | +3         | 10     |
| 3   | Club Olimpia       | 6           | 1           | 3           | 2           | 6          | 9          | -3         | 6      |
| 4   | CA Vélez Sarsfield | 6           | 1           | 2           | 3           | 6          | 13         | -7         | 5      |

#### Groep 3
| Datum   | Team          | Score | Team          |
| ------- | ------------- | ----- | ------------- |
| 28 aug. | River Plate   | 3 - 2 | Racing Club   |
| 28 aug. | Vasco da Gama | 2 - 1 | Santos        |
| 2 sep.  | Vasco da Gama | 1 - 1 | Racing Club   |
| 3 sep.  | River Plate   | 3 - 2 | Santos        |
| 24 sep. | River Plate   | 5 - 1 | Vasco da Gama |
| 25 sep. | Racing Club   | 2 - 2 | Santos        |
| 15 okt. | Racing Club   | 2 - 3 | River Plate   |
| 16 okt. | Santos        | 1 - 2 | Vasco da Gama |
| 21 okt. | Racing Club   | 2 - 3 | Vasco da Gama |
| 22 okt. | Santos        | 2 - 1 | River Plate   |
| 28 okt. | Santos        | 3 - 2 | Racing Club   |
| 30 okt. | Vasco da Gama | 0 - 2 | River Plate   |

| Nr. | Club             | Wedstrijden | Wedstrijden | Wedstrijden | Wedstrijden | Doelpunten | Doelpunten | Doelpunten | Punten |
| --- | ---------------- | ----------- | ----------- | ----------- | ----------- | ---------- | ---------- | ---------- | ------ |
| Nr. | Club             | G           | W           | G           | V           | V          | T          | Saldo      | Punten |
| 1   | CA River Plate   | 6           | 5           | 0           | 1           | 17         | 9          | +8         | 15     |
| 2   | CR Vasco da Gama | 6           | 3           | 1           | 2           | 9          | 12         | -3         | 10     |
| 3   | Santos FC        | 6           | 2           | 1           | 3           | 11         | 12         | -1         | 7      |
| 4   | Racing Club      | 6           | 0           | 2           | 4           | 11         | 15         | -4         | 2      |

#### Groep 4
| Datum   | Team              | Score | Team              |
| ------- | ----------------- | ----- | ----------------- |
| 27 aug. | Grêmio            | 1 - 1 | Peñarol           |
| 27 aug. | Estudiantes       | 1 - 0 | Atlético Nacional |
| 2 sep.  | Peñarol           | 3 - 1 | Atlético Nacional |
| 3 sep.  | Estudiantes       | 0 - 0 | Grêmio            |
| 24 sep. | Grêmio            | 2 - 2 | Atlético Nacional |
| 24 sep. | Peñarol           | 2 - 2 | Estudiantes       |
| 14 okt. | Atlético Nacional | 2 - 0 | Estudiantes       |
| 15 okt. | Peñarol           | 3 - 2 | Grêmio            |
| 22 okt. | Grêmio            | 3 - 2 | Estudiantes       |
| 22 okt. | Atlético Nacional | 1 - 0 | Peñarol           |
| 28 okt. | Atlético Nacional | 3 - 1 | Grêmio            |
| 30 okt. | Estudiantes       | 3 - 1 | Peñarol           |

| Nr. | Club                   | Wedstrijden | Wedstrijden | Wedstrijden | Wedstrijden | Doelpunten | Doelpunten | Doelpunten | Punten |
| --- | ---------------------- | ----------- | ----------- | ----------- | ----------- | ---------- | ---------- | ---------- | ------ |
| Nr. | Club                   | G           | W           | G           | V           | V          | T          | Saldo      | Punten |
| 1   | Club Atlético Nacional | 6           | 3           | 1           | 2           | 9          | 7          | +2         | 10     |
| 2   | CA Peñarol             | 6           | 2           | 2           | 2           | 10         | 10         | 0          | 8      |
| 3   | Club Estudiantes       | 6           | 2           | 2           | 2           | 8          | 8          | 0          | 8      |
| 4   | Grêmio FBPA            | 6           | 1           | 3           | 2           | 9          | 11         | -2         | 6      |

### Knock-outfase
|  | Halve finale | Halve finale      | Halve finale   | Halve finale | Halve finale |   |                | Finale       | Finale | Finale | Finale | Finale |
|  |              |                   |                |              |              |   |                |              |        |        |        |        |
|  | B            | São Paulo FC      | 3              | 1            | 4            |   |                |              |        |        |        |        |
|  | A            | CSD Colo-Colo     | 1              | 0            | 1            |   |                |              |        |        |        |        |
|  | A            | CSD Colo-Colo     | 1              | 0            | 1            |   | B              | São Paulo FC | 0      | 1      | 1      |        |
|  |              |                   |                |              |              |   | B              | São Paulo FC | 0      | 1      | 1      |        |
|  |              | C                 | CA River Plate | 0            | 2            | 2 |                |              |        |        |        |        |
|  | C            | C                 | CA River Plate | 0            | 2            | 2 | CA River Plate | 2            | 1      | 3      |        |        |
|  | C            |                   |                |              |              |   | CA River Plate | 2            | 1      | 3      |        |        |
|  | D            | Atlético Nacional | 0              | 2            | 2            |   |                |              |        |        |        |        |

#### Halve finales
De halve finales werden gespeeld op 5 en 6 november (heen) en op 26 en 27 november (terug).
| Team 1         | Tot.  | Team 2                 | 1e wedstr. | 2e wedstr. |
| -------------- | ----- | ---------------------- | ---------- | ---------- |
| CA River Plate | 3 - 2 | Club Atlético National | 2 - 0      | 1 - 2      |
| São Paulo      | 4 - 1 | CSD Colo-Colo          | 3 - 1      | 1 - 0      |

#### Finale
|                 |              |       |                | |
| 4 december 1997 | São Paulo FC | 0 - 0 | CA River Plate | Estádio Cícero Pompeu de Toledo, São Paulo Toeschouwers: 47.549 Scheidsrechter: Mario Sánchez Yantén |
| 4 december 1997 |              |       |                | Estádio Cícero Pompeu de Toledo, São Paulo Toeschouwers: 47.549 Scheidsrechter: Mario Sánchez Yantén |

|                  |                |       |              | |
| 17 december 1997 | CA River Plate | 2 - 1 | São Paulo FC | Estadio Monumental Antonio Vespucio Liberti, Buenos Aires Toeschouwers: 101.181 Scheidsrechter: Ubaldo Aquino |
| 17 december 1997 | Salas 46', 58' |       | Dodô 53'     | Estadio Monumental Antonio Vespucio Liberti, Buenos Aires Toeschouwers: 101.181 Scheidsrechter: Ubaldo Aquino |

| Winnaar Supercopa Sudamericana 1997 |
| ----------------------------------- |
| CA River Plate 1e titel             |

1988 · 1989 · 1990 · 1991 · 1992 · 1993 · 1994 · 1995 · 1996 · 1997